# Resolutie 1121 Veiligheidsraad Verenigde Naties
Resolutie 1121 van de Veiligheidsraad van de Verenigde Naties werd unaniem door de VN-Veiligheidsraad aangenomen op 22 juli 1997.

## Inhoud
De Veiligheidsraad:
- Herinnert eraan dat het behoud van de internationale vrede en veiligheid een van de doelstellingen is van de Verenigde Naties.
- Merkt de essentiële rol van VN-vredesoperaties hierin op.
- Herinnert ook dat die operaties in 1988 de Nobelprijs voor de Vrede kregen.
- Erkent de opoffering van diegenen die hun leven verloren tijdens VN-vredesoperaties.
- Herdenkt de meer dan 1500 personen uit 85 landen die stierven tijdens zo'n operatie.

1. Beslist de Dag Hammarskjöldmedaille in te stellen als eerbetoon aan hen die omkwamen tijdens VN-vredesoperaties.
2. Vraagt de secretaris-generaal om, in samenspraak met de Veiligheidsraad, de criteria en procedures vast te stellen voor het beheer ervan.
3. Vraagt de lidstaten mee te werken aan de uitreiking ervan.

## Verwante resoluties
- Resolutie 868 Veiligheidsraad Verenigde Naties (1993)
- Resolutie 2154 Veiligheidsraad Verenigde Naties (2014)

Lijst ·  1093 ·  1094 ·  1095 ·  1096 ·  1097 ·  1098 ·  1099 ·  1100 ·  1101 ·  1102 ·  1103 ·  1104 ·  1105 ·  1106 ·  1107 ·  1108 ·  1109 ·  1110 ·  1111 ·  1112 ·  1113 ·  1114 ·  1115 ·  1116 ·  1117 ·  1118 ·  1119 ·  1120 ·  1121 ·  1122 ·  1123 ·  1124 ·  1125 ·  1126 ·  1127 ·  1128 ·  1129 ·  1130 ·  1131 ·  1132 ·  1133 ·  1134 ·  1135 ·  1136 ·  1137 ·  1138 ·  1139 ·  1140 ·  1141 ·  1142 ·  1143 ·  1144 ·  1145 ·  1146